# Branchiosaurus
Branchiosaurus is een klein geslacht van uitgestorven Temnospondyli, die werd gevonden in het Boven-Carboon van Midden-Europa. Het geslacht is beperkt tot de Boven-Carboon, de Permische vondsten behoren tot Apateon of Melanerpeton.

## Kenmerken
Branchiosaurus was een vijf tot tien centimeter lang, molachtig dier met een brede schedel, grote oogopeningen en slanke arm- en beenskeletten. Het geslacht lijkt geen metamorfose te hebben ondergaan, omdat de grootste bekende exemplaren nog steeds larvale kenmerken hebben. De Nyran-vondsten zijn afkomstig van gestratificeerde steenkoolafzettingen (gaskool), waarin indrukken goed zijn, maar botten meestal slecht bewaard zijn gebleven. Huidcontouren ontbreken, maar Branchiosaurus, zoals de Permische Branchiosauriden, heeft mogelijk externe kieuwen gehad.

## Leefwijze
De meeste branchiosauriden leefden hun hele leven in stilstaand of stromend water, waar ze micro-organismen filterden met hun gedifferentieerde kieuweinden. Branchiosaurus leefde in het kleine, vermoedelijk zeer voedzame Nyran-meer, waar vele andere tetrapoden leefden.